# کوتا فوجیموتو
کوتا فوجیموتو (انگلیسی: Kota Fujimoto؛ زادهٔ ۲ آوریل ۱۹۸۶) بازیکن فوتبال اهل ژاپن است.
از باشگاه‌هایی که در آن بازی کرده‌است می‌توان به باشگاه فوتبال سرزو اوساکا اشاره کرد.